# Saint-Gervais-en-Belin
Saint-Gervais-en-Belin és un municipi francès situat al departament del Sarthe i a la regió de País del Loira. L'any 2007 tenia 1.865 habitants.

## Demografia

### Població
El 2007 la població de fet de Saint-Gervais-en-Belin era de 1.865 persones. Hi havia 683 famílies de les quals 114 eren unipersonals (53 homes vivint sols i 61 dones vivint soles), 239 parelles sense fills, 319 parelles amb fills i 11 famílies monoparentals amb fills.
La població ha evolucionat segons el següent gràfic:
Habitants censats

### Habitatges
El 2007 hi havia 730 habitatges, 685 eren l'habitatge principal de la família, 17 eren segones residències i 28 estaven desocupats. Tots els 711 habitatges eren cases. Dels 685 habitatges principals, 589 estaven ocupats pels seus propietaris, 92 estaven llogats i ocupats pels llogaters i 4 estaven cedits a títol gratuït; 6 tenien una cambra, 22 en tenien dues, 58 en tenien tres, 157 en tenien quatre i 442 en tenien cinc o més. 562 habitatges disposaven pel capbaix d'una plaça de pàrquing. A 221 habitatges hi havia un automòbil i a 430 n'hi havia dos o més.

### Piràmide de població
La piràmide de població per edats i sexe el 2009 era:
| Homes | Edats   | Dones |
| ----- | ------- | ----- |
| 0     | 95 o +  | 0     |
| 0     | 90 a 94 | 8     |
| 0     | 85 a 89 | 4     |
| 0     | 80 a 84 | 16    |
| 36    | 75 a 79 | 24    |
| 20    | 70 a 74 | 24    |
| 16    | 65 a 69 | 16    |
| 44    | 60 a 64 | 36    |
| 44    | 55 a 59 | 44    |
| 88    | 50 a 54 | 56    |
| 104   | 45 a 49 | 80    |
| 60    | 40 a 44 | 104   |
| 76    | 35 a 39 | 76    |
| 44    | 30 a 34 | 40    |
| 40    | 25 a 29 | 52    |
| 36    | 20 a 24 | 32    |
| 72    | 15 a 19 | 84    |
| 96    | 10 a 14 | 84    |
| 64    | 5 a 9   | 80    |
| 64    | 0 a 4   | 40    |

## Economia
El 2007 la població en edat de treballar era de 1.240 persones, 923 eren actives i 317 eren inactives. De les 923 persones actives 867 estaven ocupades (440 homes i 427 dones) i 57 estaven aturades (33 homes i 24 dones). De les 317 persones inactives 137 estaven jubilades, 118 estaven estudiant i 62 estaven classificades com a «altres inactius».

### Ingressos
El 2009 a Saint-Gervais-en-Belin hi havia 716 unitats fiscals que integraven 2.019 persones, la mediana anual d'ingressos fiscals per persona era de 19.712 €.

### Activitats econòmiques
Dels 42 establiments que hi havia el 2007, 1 era d'una empresa alimentària, 1 d'una empresa de fabricació d'altres productes industrials, 11 d'empreses de construcció, 10 d'empreses de comerç i reparació d'automòbils, 3 d'empreses de transport, 1 d'una empresa d'hostatgeria i restauració, 2 d'empreses d'informació i comunicació, 2 d'empreses financeres, 1 d'una empresa immobiliària, 4 d'empreses de serveis, 3 d'entitats de l'administració pública i 3 d'empreses classificades com a «altres activitats de serveis».
Dels 15 establiments de servei als particulars que hi havia el 2009, 1 era una oficina de correu, 2 oficines bancàries, 2 tallers de reparació d'automòbils i de material agrícola, 2 paletes, 2 fusteries, 1 lampisteria, 2 electricistes, 1 empresa de construcció, 1 perruqueria i 1 saló de bellesa.
Dels 3 establiments comercials que hi havia el 2009, 1 era un supermercat, 1 una fleca i 1 una carnisseria.
L'any 2000 a Saint-Gervais-en-Belin hi havia 9 explotacions agrícoles que ocupaven un total de 195 hectàrees.

## Equipaments sanitaris i escolars
L'únic equipament sanitari que hi havia el 2009 era una farmàcia.
El 2009 hi havia 1 escola maternal i 2 escoles elementals.

## Poblacions més properes
El següent diagrama mostra les poblacions més properes.